# Pablo González Saldaña
Pablo González Saldaña (El Salto, Jalisco, 1915-Guadalajara, Jalisco; 13 de enero de 1994), más conocido como Pablotas González, aunque otros le llamaban el Paquidermo, fue uno de los mejores goleadores del Club Deportivo Guadalajara en la primera década del fútbol mexicano profesional (1940s).
Desde los ocho años de edad comenzó a jugar con pelotas de trapo, fue entonces cuando su hermano Jesús González, entonces portero del equipo Corona de primera fuerza, lo llevó a enrolarse en la categoría infantil, después pasaría a la juvenil y finalmente a los 18 años llega como centro delantero titular al Corona de la tercera fuerza. Fue entonces cuando fue llamado por el Río Grande para enfundarse en la casaca azulgrana.
Ya con el Río Grande tuvo más proyección, sus habilidades, su fuerte físico y potente disparo hicieron que fuera invitado a jugar en la Ciudad de México con el Club Deportivo Marte en el año de 1938, esto después de que el Marte encabezado por Óscar Bonfiglio visitara Guadalajara para realizar una serie de encuentros, primero contra el Río Blanco donde Pablotas anotó 2 goles, y después contra la Selección Jalisco donde anotó 4 tantos. Fue entonces cuando, con un sueldo de 400 pesos, se fue a la capital de la República Mexicana. Para 1940 regresa a su pueblo y se enrola con el Río Grande, donde fue seleccionado por Lorenzo "Yagua" Camareana para formar parte de la Selección Jalisco de 1940 a 1943, siendo escogido de entre un grupo de 50 de los mejores jugadores de Jalisco.
Después llegaría al Club Deportivo Guadalajara, donde vivió su mejor época logrando grandes momentos deportivos con el equipo, ya al final de la década de los 40s para la temporada 1947-48 llegó al Oro equipo donde se retiraría.
Es recordado por haber sido el jugador que anotó el primer gol en la era profesional del Club Deportivo Guadalajara, y se lo haría al Atlante el 21 de octubre de 1943; este juego terminaría 4-1 y el "Pablotas" anotaría uno más para irse con dos a su cuenta.
Murió el 13 de enero de 1994 en Guadalajara, Jalisco después de sufrir de Cáncer durante varios años.

## Equipos

### Era amateur
- Club Deportivo Corona
- Club Deportivo Marte - 1938-1940
- Club Deportivo Río Grande - 1940
- Selección Jalisco - 1940-1943

### Era profesional
- Club Deportivo Guadalajara - 1943-1947
- Club Oro de Jalisco - 1947-1950

## Goles
- 1942-43 - 3 en copa.
- 1943-44 - 17 en la liga, 6 en copa
- 1944-45 - 15 en la liga
- 1945-46 - 4 en la liga, 1 en copa
- 1946-47 - 12 en la liga
- 1947-48 - 25 en la liga
- 1948-49 - 8 en la liga

*Existen versiones que dicen que llegó a marcar 126 goles en su vida futbolista desde el amateurismo